# McLaren M23
La McLaren M23 fu una vettura di Formula 1 disegnata da Gordon Coppuck con l'aiuto di John Barnard. Fu sviluppata partendo dal modello pensato per la Indycar, la M16, e fu ispirata dalla Lotus 72, condividendo lo stesso layout. Anche il motore era lo stesso, il glorioso Cosworth DFV, preparato però dalla Nicholson Engines. Il lavoro della Nicholson consentì al propulsore di raggiungere una potenza di 490CV. Vettura molto spigolosa aveva un'ottima aerodinamicità. Fu sempre gommata Goodyear.
Fu un esempio di vettura straordinariamente longeva in quanto venne utilizzata per sei stagioni, tra il 1973 e il 1978, e fu iscritta a 83 gran premi. Rimane tuttora una delle vetture più vincenti avendo colto per 16 volte il primo posto in gran premi validi per il mondiale (altre 4 furono le vittorie non titolate); solamente la McLaren MP4/2 e la Lotus 72 furono più vincenti. Con tale vettura Emerson Fittipaldi nel 1974 e James Hunt nel 1976 si aggiudicarono il mondiale piloti. Nel 1974, grazie a tale vettura, la McLaren si aggiudicò il suo primo mondiale costruttori.

## La M23 nel mondiale

### Stagione 1973
Fece il suo esordio nella stagione 1973 con al volante Denny Hulme, nel Gran Premio del Sudafrica, in cui il pilota neozelandese conquistò subito la pole position, seguita dal quinto posto in gara. Nel corso della stagione la vettura fu prima in tre occasioni (con Hulme in Svezia, e con Peter Revson in Gran Bretagna e Canada). Nell'annata conquistò poi 2 giri veloci (sempre con Hulme), tre terzi posti (uno a testa per Hulme, Revson e Jacky Ickx), e altri 8 piazzamenti a punti, per un totale di 56 punti iridati. Nella seconda parte della stagione venne affidata spesso, oltre ai due piloti titolari, a un terzo pilota (per una volta a Ickx, nelle altre occasioni a Jody Scheckter). Scheckter fu, tra l'altro, responsabile del grande incidente avvenuto nel corso del Gran Premio di Gran Bretagna.

### Stagione 1974
La stagione seguente l'arrivo di Emerson Fittipaldi consentì di affinare la vettura utilizzando le sue conoscenze della Lotus 72. La stagione 1974 si aprì con la vittoria di Denny Hulme in Argentina, a cui seguì la vittoria di Fittipaldi nel suo Brasile. In Brasile Fittipaldi conquisterà anche l'unica pole del 1974. Nel corso della stagione, che laureerà il brasiliano campione del mondo, la M23 vincerà in altre due occasioni (Belgio e Canada), sempre con Fittipaldi. Hulme conquisterà il giro più veloce in Belgio.
La McLaren si aggiudica il suo primo mondiale costruttori con 73 punti (in totale i tre piloti schierati ne portano a casa 87). Oltre a Hulme e Fittipaldi viene schierata una terza vettura guidata da Mike Hailwood poi da David Hobbs e, infine, da Jochen Mass. Nel Gran Premio del Sudafrica una quarta M23 viene guidata da Dave Charlton della scuderia privata Scribante.

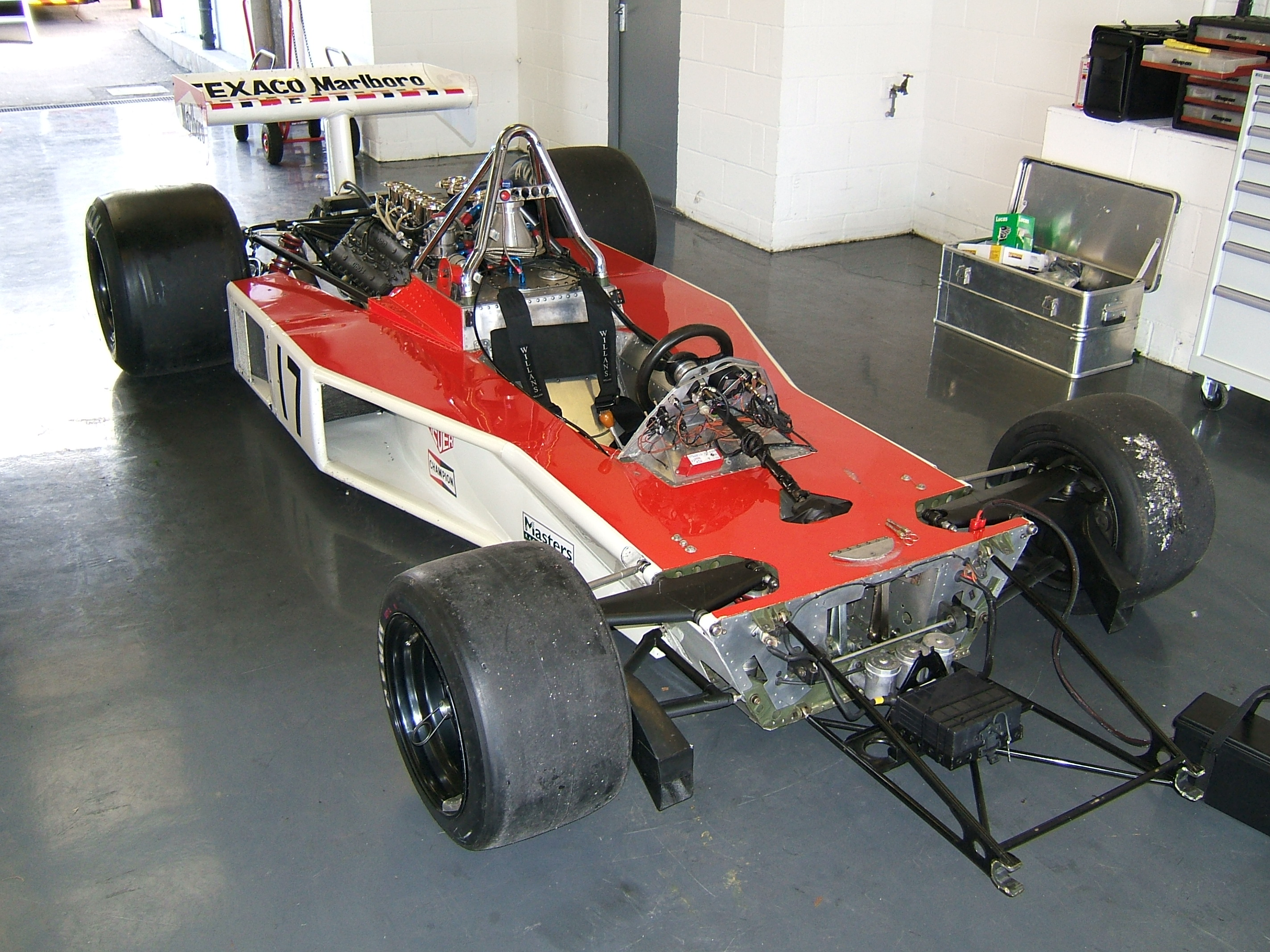
Una McLaren M23 con visibile il motore Cosworth DFV.

### Stagione 1975
Ulteriori sviluppi della vettura si ebbero nel 1975, incluso un cambio a sei marce, grande novità per l'epoca, ciò aiutò Fittipaldi a conquistare il titolo di vicecampione dietro a Niki Lauda, con la sua Ferrari 312T. La scuderia sperimentò varie novità aerodinamiche, che poi vennero utilizzate nel modello seguente, la M26.
La stagione fu impreziosita da 2 vittorie (subito all'esordio in Argentina e in Gran Bretagna) di Fittipaldi e una di Jochen Mass (nel tragico Gran Premio di Spagna). Nella stagione non venne più impiegata la terza vettura. Non venne conquistata nessuna pole ma 2 giri più veloci, uno con Mass in Francia e uno con Fittipaldi nel Gran Premio degli Stati Uniti. Nella stagione vennero conquistati dalla M23 65 punti iridati.

### Stagione 1976
Il 1976 vide l'abbandono di Fittipaldi e la sua sostituzione con James Hunt. Il pilota inglese fu capace di vincere il mondiale piloti in una stagione caratterizzata da un dominio iniziale di Lauda, almeno fino al suo incidente del Nürburgring che limitò l'ascesa verso il titolo dell'austriaco.
Hunt conquistò subito due pole nelle prime due gare e la prima vittoria nel Gran Premio di Spagna dove tra l'altro conquistò anche la sua terza pole in quattro gare. L'inglese colse il primo posto anche in Francia, Germania, Olanda, Canada e Stati Uniti d'America Est. La forza dell'inglese fu ancora più evidente in prova dove fece sue altre tre pole, per un totale di 7 a cui fanno da contorno altre tre partenze in prima fila. Col terzo posto nella gara finale disputata sotto un diluvio al Fuji, si aggiudicò un incredibile titolo mondiale, con un solo punto di vantaggio su Lauda. Hunt ottenne anche due gpv, uno venne fatto suo da Jochen Mass. La vettura in stagione si aggiudicò in tutto 88 punti.

### Stagione 1977
L'anno seguente la McLaren iniziò a utilizzare il modello M26, portato in prova nel 1976 ma mai in gara. La M23 venne comunque usata molto frequentemente, soprattutto nella prima parte della stagione. Hunt conquistò le prime tre pole del 1977, senza però mai riuscire a vincere una gara. Il miglior risultato stagionale fu il secondo posto colto dall'inglese in Brasile e da Mass in Svezia.
Nella seconda parte della stagione la M23 venne utilizzata saltuariamente per far correre un terzo pilota oltre ai due titolati, che impiegavano stabilmente la M26. In Inghilterra la M23 battezzò l'esordio in F1 di Gilles Villeneuve, mentre a Monza fu il turno di Bruno Giacomelli, anche lui all'esordio nel mondiale. La M23 iniziò a essere utilizzata anche da piloti privati come lo spagnolo Emilio de Villota della scuderia Iberia Airlines e dallo statunitense Brett Lunger della Chesterfield Racing.

### Stagione 1978
Nel 1978 venne ancora utilizzata da Lunger per la Liggett Group/B&S Fabrications, nella prima parte della stagione, poi una M23 privata fu usata anche da de Villota nel gran premio di casa e da Tony Trimmer nel Gran Premio di Gran Bretagna con la Melchester Racing. Nella seconda parte della stagione fu infine affidata dalla Liggett Group/B&S Fabrications a Nelson Piquet che conquistò un onorevole nono posto nel Gran Premio d’Italia, ultima apparizione per la M23 in gara iridata.

## Risultati completi in Formula 1
(legenda) (il grassetto indica le pole position, il corsivo indica i giri veloci) 
| Anno | Team                               | Motore               | Pneumatici | Piloti        | 1   | 2   | 3   | 4   | 5   | 6   | 7   | 8   | 9   | 10  | 11  | 12  | 13  | 14  | 15  | 16  | 17  | Punti   | WCC |
| ---- | ---------------------------------- | -------------------- | ---------- | ------------- | --- | --- | --- | --- | --- | --- | --- | --- | --- | --- | --- | --- | --- | --- | --- | --- | --- | ------- | --- |
| 1973 | Yardley Team McLaren               | Ford-Cosworth DFV V8 | G          |               | ARG | BRA | RSA | ESP | BEL | MON | SWE | FRA | GBR | NED | GER | AUT | ITA | CAN | USA |     |     | 58      | 3°  |
| 1973 | Yardley Team McLaren               | Ford-Cosworth DFV V8 | G          | Hulme         |     |     | 5   | 6   | 7   | 6   | 1   | 8   | 3   | Rit | 12  | 8   | 15  | 13  | 4   |     |     | 58      | 3°  |
| 1973 | Yardley Team McLaren               | Ford-Cosworth DFV V8 | G          | Revson        |     |     |     | 4   | Rit | 5   | 7   |     | 1   | 4   | 7   | Rit | 3   | 1   | 5   |     |     | 58      | 3°  |
| 1973 | Yardley Team McLaren               | Ford-Cosworth DFV V8 | G          | J. Scheckter  |     |     |     |     |     |     |     | Rit | NP  |     |     |     |     | Rit | Rit |     |     | 58      | 3°  |
| 1973 | Yardley Team McLaren               | Ford-Cosworth DFV V8 | G          | Ickx          |     |     |     |     |     |     |     |     |     |     | 3   |     |     |     |     |     |     | 58      | 3°  |
| 1974 | Texaco McLaren                     | Ford-Cosworth DFV V8 | G          |               | ARG | BRA | RSA | ESP | BEL | MON | SWE | NED | FRA | GBR | GER | AUT | ITA | CAN | USA |     |     | 73 (75) | 1°  |
| 1974 | Texaco McLaren                     | Ford-Cosworth DFV V8 | G          | E. Fittipaldi | 10  | 1   | 7   | 3   | 1   | 5   | 4   | 3   | Rit | 2   | Rit | Rit | 2   | 1   | 4   |     |     | 73 (75) | 1°  |
| 1974 | Texaco McLaren                     | Ford-Cosworth DFV V8 | G          | Hulme         | 1   | 12  | 6   | 6   | 6   | Rit | Rit | Rit | 6   | 7   | SQ  | 2   | 6   | 6   | Rit |     |     | 73 (75) | 1°  |
| 1974 | Yardley Team McLaren               | Ford-Cosworth DFV V8 | G          |               |     |     |     |     |     |     |     |     |     |     |     |     |     |     |     |     |     | 73 (75) | 1°  |
| 1974 | Hailwood                           | Ford-Cosworth DFV V8 | G          | 4             | 5   | 3   | 9   | 7   | Rit | Rit | 4   | 7   | Rit | Rit |     |     |     |     |     |     |     | 73 (75) | 1°  |
| 1974 | Hobbs                              | Ford-Cosworth DFV V8 | G          |               |     |     |     |     |     |     |     |     |     |     | 7   | 9   |     |     |     |     |     | 73 (75) | 1°  |
| 1974 | Mass                               | Ford-Cosworth DFV V8 | G          |               |     |     |     |     |     |     |     |     |     |     |     |     | 16  | 7   |     |     |     | 73 (75) | 1°  |
| 1974 | Team Scribante Lucky Strike Racing | Ford-Cosworth DFV V8 | G          |               |     |     |     |     |     |     |     |     |     |     |     |     |     |     |     |     |     | 73 (75) | 1°  |
| 1974 | Charlton                           | Ford-Cosworth DFV V8 | G          |               |     | 19  |     |     |     |     |     |     |     |     |     |     |     |     |     |     |     | 73 (75) | 1°  |
| 1975 | Marlboro Team McLaren              | Ford-Cosworth DFV V8 | G          |               | ARG | BRA | RSA | ESP | MON | BEL | SWE | NED | FRA | GBR | GER | AUT | ITA | USA |     |     |     | 53      | 3°  |
| 1975 | Marlboro Team McLaren              | Ford-Cosworth DFV V8 | G          | E. Fittipaldi | 1   | 2   | NC  | NQ  | 2   | 7   | 8   | Rit | 4   | 1   | Rit | 9   | 2   | 2   |     |     |     | 53      | 3°  |
| 1975 | Marlboro Team McLaren              | Ford-Cosworth DFV V8 | G          | Mass          | 14  | 3   | 6   | 1   | 6   | Rit | Rit | Rit | 3   | 7   | Rit | 4   | Rit | 3   |     |     |     | 53      | 3°  |
| 1975 | Team Scribante Lucky Strike Racing | Ford-Cosworth DFV V8 | G          |               |     |     |     |     |     |     |     |     |     |     |     |     |     |     |     |     |     | 53      | 3°  |
| 1975 | Charlton                           | Ford-Cosworth DFV V8 | G          |               |     | 14  |     |     |     |     |     |     |     |     |     |     |     |     |     |     |     | 53      | 3°  |
| 1976 | Marlboro McLaren International     | Ford-Cosworth DFV V8 | G          |               | BRA | RSA | USW | ESP | BEL | MON | SWE | FRA | GBR | GER | AUT | NED | ITA | CAN | USA | JPN |     | 74 (75) | 2°  |
| 1976 | Marlboro McLaren International     | Ford-Cosworth DFV V8 | G          | Hunt          | Rit | 2   | Rit | 1   | Rit | Rit | 5   | 1   | SQ  | 1   | 4   | 1   | Rit | 1   | 1   | 3   |     | 74 (75) | 2°  |
| 1976 | Marlboro McLaren International     | Ford-Cosworth DFV V8 | G          | Mass          | 6   | 3   | 5   | Rit | 6   | 5   | 11  | 15  | Rit | 3   | 7   | 9   | Rit | 5   | 4   | Rit |     | 74 (75) | 2°  |
| 1977 | Marlboro Team McLaren              | Ford-Cosworth DFV V8 | G          |               | ARG | BRA | RSA | USW | ESP | MON | BEL | SWE | FRA | GBR | GER | AUT | NED | ITA | USA | CAN | JPN |         |     |
| 1977 | Marlboro Team McLaren              | Ford-Cosworth DFV V8 | G          | Hunt          | Rit | 2   | 4   | 7   |     | Rit |     |     |     |     |     |     |     |     |     |     |     |         |     |
| 1977 | Marlboro Team McLaren              | Ford-Cosworth DFV V8 | G          | Mass          | Rit | Rit | 5   | Rit | 4   | 4   | Rit | 2   | 9   |     |     |     |     |     |     |     |     |         |     |
| 1977 | Marlboro Team McLaren              | Ford-Cosworth DFV V8 | G          | G. Villeneuve |     |     |     |     |     |     |     |     |     | 11  |     |     |     |     |     |     |     |         |     |
| 1977 | Marlboro Team McLaren              | Ford-Cosworth DFV V8 | G          | Giacomelli    |     |     |     |     |     |     |     |     |     |     |     |     |     | Rit |     |     |     |         |     |
| 1977 | Iberia Airlines                    | Ford-Cosworth DFV V8 | G          |               |     |     |     |     |     |     |     |     |     |     |     |     |     |     |     |     |     |         |     |
| 1977 | de Villota                         | Ford-Cosworth DFV V8 | G          |               |     |     |     | 13  |     | NQ  | NQ  |     | NQ  | NQ  | 17  |     | NQ  |     |     |     |     |         |     |
| 1977 | Chesterfield Racing                | Ford-Cosworth DFV V8 | G          |               |     |     |     |     |     |     |     |     |     |     |     |     |     |     |     |     |     |         |     |
| 1977 | Lunger                             | Ford-Cosworth DFV V8 | G          |               |     |     |     |     |     | NP  | 11  | NQ  | 13  | Rit | 10  | 9   | Rit | 10  | 11  |     |     |         |     |
| 1978 | Ligget Group/B&S Fabrications      | Ford-Cosworth DFV V8 | G          |               | ARG | BRA | RSA | USW | MON | BEL | ESP | SWE | FRA | GBR | GER | AUT | NED | ITA | USA | CAN |     |         |     |
| 1978 | Ligget Group/B&S Fabrications      | Ford-Cosworth DFV V8 | G          | Lunger        | 13  | Rit | 11  |     |     |     |     |     |     |     |     |     |     |     |     |     |     |         |     |
| 1978 | Ligget Group/B&S Fabrications      | Ford-Cosworth DFV V8 | G          | N. Piquet     |     |     |     |     |     |     |     |     |     |     | Rit | Rit | Rit | 9   |     |     |     |         |     |
| 1978 | Centro Asegurador F1               | Ford-Cosworth DFV V8 | G          |               |     |     |     |     |     |     |     |     |     |     |     |     |     |     |     |     |     |         |     |
| 1978 | de Villota                         | Ford-Cosworth DFV V8 | G          |               |     |     |     |     |     | NQ  |     |     |     |     |     |     |     |     |     |     |     |         |     |
| 1978 | Melchester Racing                  | Ford-Cosworth DFV V8 | G          |               |     |     |     |     |     |     |     |     |     |     |     |     |     |     |     |     |     |         |     |
| 1978 | Trimmer                            | Ford-Cosworth DFV V8 | G          |               |     |     |     |     |     |     |     |     | NQ  |     |     |     |     |     |     |     |     |         |     |

### Statistiche nel mondiale
Vittorie (16)
- 1973:  Svezia (Denny Hulme),  Gran Bretagna,  Canada (Peter Revson)
- 1974:  Argentina (Denny Hulme),  Brasile,  Belgio,  Canada (Emerson Fittipaldi)
- 1975:  Argentina (Emerson Fittipaldi),  Spagna (Jochen Mass),  Gran Bretagna (Emerson Fittipaldi)
- 1976:  Spagna,  Francia,  Germania,  Olanda,  Canada,  Stati Uniti Est (James Hunt)

Pole position (14)
- 1973:  Sudafrica (Denny Hulme)
- 1974:  Brasile,  Canada (Emerson Fittipaldi)
- 1976:  Brasile,  Sudafrica,  Spagna,  Francia,  Germania,  Austria,  Canada,  Stati Uniti Est (James Hunt)
- 1977:  Argentina,  Brasile,  Sudafrica (James Hunt)

Giro più veloce (10)
- 1973:  Svezia,  Francia (Denny Hulme)
- 1974:  Belgio (Denny Hulme)
- 1975:  Francia (Jochen Mass),  Stati Uniti (Emerson Fittipaldi)
- 1976:  Spagna (Jochen Mass),  Austria,  Stati Uniti Est (James Hunt)
- 1977:  Argentina,  Brasile (James Hunt)

## Scheda tecnica
(relativa al modello del 1976)
- Lunghezza: 4,191 m
- Larghezza: 2,083 m
- Altezza: 0,914 m
- Peso: 587 kg con pilota
- Carreggiata anteriore: 1,631 m
- Carreggiata posteriore: 1,651 m
- Passo: 2,718 m
- Telaio: in alluminio
- Trazione: posteriore
- Cambio: Hewland 6 marce e retromarcia
- Freni: a disco
- Motore: Ford Cosworth
  - Num. cilindri e disposizione: 8 a V (90°)
  - Cilindrata: 2993 cm³
  - Potenza: > 490 CV
  - Valvole: 32
- Pneumatici: Goodyear
- Cerchi: anteriori e posteriori 13"

## Gare non valide per il mondiale
La M23 venne spesso impiegata in gare non valide per il campionato mondiale, abbastanza frequenti negli anni settanta. Conquistò 4 affermazioni: una con Emerson Fittipaldi (il Gran Premio del Presidente Medici nel 1974); le restanti tre (la Race of Champions 1976, il BRDC International Trophy 1976 e la Race of Champions 1977) con James Hunt.

### Risultati completi nelle gare di F1 non valide per il mondiale
(legenda) (il grassetto indica le pole position, il corsivo indica i giri veloci) 
| Anno | Team                           | Motore               | Pneumatici | Piloti        | 1    | 2    | 3    |
| ---- | ------------------------------ | -------------------- | ---------- | ------------- | ---- | ---- | ---- |
| 1973 | Yardley Team McLaren           | Ford-Cosworth DFV V8 | G          |               | RoC  | BRDC |      |
| 1973 | Yardley Team McLaren           | Ford-Cosworth DFV V8 | G          | Hulme         | 2    | Rit  |      |
| 1973 | Yardley Team McLaren           | Ford-Cosworth DFV V8 | G          | Revson        |      | Rit  |      |
| 1974 | Marlboro Team Texaco           | Ford-Cosworth DFV V8 | G          |               | PM   | RoC  | BRDC |
| 1974 | Marlboro Team Texaco           | Ford-Cosworth DFV V8 | G          | E. Fittipaldi | 1    | 3    |      |
| 1974 | Marlboro Team Texaco           | Ford-Cosworth DFV V8 | G          | Hulme         |      | NC   | Rit  |
| 1974 | Yardley Team McLaren           | Ford-Cosworth DFV V8 | G          |               |      |      |      |
| 1974 | Hailwood                       | Ford-Cosworth DFV V8 | G          |               | 4    | Rit  |      |
| 1975 | Marlboro Team Texaco           | Ford-Cosworth DFV V8 | G          |               | RoC  | BRDC | SUI  |
| 1975 | Marlboro Team Texaco           | Ford-Cosworth DFV V8 | G          | E. Fittipaldi | 5    | 2    | Rit  |
| 1975 | Marlboro Team Texaco           | Ford-Cosworth DFV V8 | G          | Mass          | Rit  |      | 3    |
| 1976 | Marlboro McLaren International | Ford-Cosworth DFV V8 | G          |               | RoC  | BRDC |      |
| 1976 | Marlboro McLaren International | Ford-Cosworth DFV V8 | G          | Hunt          | 1    | 1    |      |
| 1977 | Marlboro McLaren International | Ford-Cosworth DFV V8 | G          |               | RoC  |      |      |
| 1977 | Marlboro McLaren International | Ford-Cosworth DFV V8 | G          | Hunt          | 1    |      |      |
| 1978 | Melchester Racing              | Ford-Cosworth DFV V8 | G          |               | BRDC |      |      |
| 1978 | Melchester Racing              | Ford-Cosworth DFV V8 | G          | Trimmer       | 3    |      |      |
| 1978 | Ligget Group/B&S Fabrications  | Ford-Cosworth DFV V8 | G          |               |      |      |      |
| 1978 | Lunger                         | Ford-Cosworth DFV V8 | G          | 4             |      |      |      |
| 1978 | Team Villota                   | Ford-Cosworth DFV V8 | G          |               |      |      |      |
| 1978 | de Villota                     | Ford-Cosworth DFV V8 | G          | Rit           |      |      |      |

## Formula Shellsport
Nel 1977 Emilio de Villota conquistò la gara 9, corsa a Mallory Park, e la gara 11, disputata a Brands Hatch, a bordo di una M23.

## Formula Aurora
Nel 1978 Tony Trimmer conquistò la Formula Aurora, una sorta di Formula 1 britannica destinata a vetture private, a bordo di una M23. In stagione il pilota britannico si aggiudicò 5 gare ( International Gold Cup, Evening News Trophy, Anglia Tv Trophy, Radio 210 European Trophy e Fuij Tapes Trophy). Nel 1979 venne utilizzata una M23 da Gordon Smiley, ma senza risultati di rilievo.

## Formula 1 sudafricana
Nel Campionato sudafricano di Formula 1 1974 Dave Charlton con una M23 vinse il titolo aggiudicandosi 6 gare.

## Campionato australiano
La M23 fu portata al successo nel campionato australiano da John McCormack nel 1977. Non era però motorizzata Cosworth ma Leyland.